# André Hazes
André Gerardus Hazes (30 de juny de 1951 – 23 de setembre de 2004) fou un cantant neerlandès del gènere anomenat levenslied («cançó de la vida»), música popular cantada en neerlandès sobre la vida quotidiana. André Hazes va ser un dels cantants més reeixits d'aquest gènere. Va gravar 31 àlbums d'estudi i en directe i van llançar 54 senzills.

## Biografia

### Primers anys
Hazes va néixer al barri de De Pijp d'Amsterdam el 1951. A l'edat de vuit anys el comediant John Kraaijkamp, Sr. va descobrir-lo al mercat d'Albert Cuyp i el va fer debutar el 1966 a l'espectacle nocturn del grup de comunicació públic AVRO, on va cantar una cançó en fals italià, «Piove». Va llançar dos senzills, «Droomschip» i «Juanita», tot i que no el van conduir a l'èxit.

### Dècada del 1970
Hazes va temptejar diverses feines esporàdiques (com la de grumet, venedor de flors, escura-xemeneies, aprenent de carnisser, reparador de bicicletes, excavant rases, treballador de la construcció, venedor del mercat i discjòquei) abans de construir la seva reputació com a bàrman-cantant del cafè De Krommert del seu poble natal. El 1976 va escriure i provar per al cantant Willy Alberti la cançó «Eenzame Kerst», sobre el Nadal solitari d'un presoner, amb l'esperança que Alberti la gravés. Tanmateix, li va suggerir que la registrés ell mateix. Hazes va aconseguir vendre'n 70.000 còpies en tres setmanes i es va posicionar directament com una estrella musical.
El 1977 va llançar l'àlbum Zo is het leven, que va aconseguir ser entre els vint més venuts. No obstant això, va tornar a la seva feina al bar.

### Dècada del 1980
El 1980 va signar un contracte amb EMI i poc després la seva carrera va començar a enlairar-se. L'any següent les cançons «Een vriend» i «Een Beetje verliefd», produït pel seu amic Tim Griek, van situar-se entre les deu més escoltades.
El 1981 va ser guardonat amb el premi Zilveren Harp pel seu àlbum Gewoon André, que va vendre 500.000 còpies i va ser certificat cinc vegades com a disc de platí el seu primer any de llançament i dues vegades més els dos anys següents. Tres de les cançons de l'àlbum, inclosa «Een Beetje verliefd», van ser escrites per Aart Mol i els membres de la banda Catapult de la dècada del 1970, creadors de la productora Cat Music, que hauria redactat un total de 39 cançons de Hazes. El 1982 va ser l'any del seu concert al Concertgebouw d'Amsterdam.
Hazes va llançar dos àlbums el 1986: el primer, dedicat a la memòria de Willy Alberti, incloïa versions italianes, com Volare, Bueno Sera i una adaptació de Piove que ja va interpretar en la seva infància. La segona va comptar amb versions traduïdes de «Du», de Peter Maffay, i «I Will Survive», de Gloria Gaynor. El febrer de 1988 va morir en un accident de cotxe el seu amic i productro discogràfic Tim Griek, a qui Hazes li va dedicar l'àlbum Liefde, leven, geven.
El 1988 va cantar la cançó «Wij houden van Oranje» —el taronja és el color nacional dels Països Baixos i el sobrenom de l'equip nacional de futbol neerlandès i en general tots els equips esportius— per al campionat de futbol. La cançó es va fer molt popular arran de la victòria dels Països Baixos al Campionat d'Europa del mateix any.
La seva carrera va estancar-se el 1989, després de diversos anys sense llançaments, motiu pel qual la companyia discogràfica EMI va acostar-se a Hazes per proposar-li un nou àlbum i interessar-se pels seus projectes de futur. EMI li va oferir llibertat d'acció si, a canvi, ell rellançava la seva carrera. D'aquesta manera, va reaccionar enregistrant l'àlbum bilingüe Dit is wat ik wil, d'estil blues i rock amb la participació d'artistes de rock contemporanis com Herman Brood i Jan Akkerman. El mateix any, el cantant estatunidenc establert als Països Baixos Joe Bourne va gravar una versió en anglès d'«Een Beetje Verliefd» pel seu àlbum d'homenatge Bourne In Holland.

### Dècada del 1990
El 1999 es va produir el llançament d'un documental sobre Hazes anomenat Zij Gelooft In Mij, títol inspirat en la seva traducció de la cançó de Kenny Rogers «She Believes In Me». La pel·lícula retrata el cantant com un home tràgic de formes simples, un pare benintencionat però despistat i un pèssim marit turmentat per la por escènica i una propensió a la beguda. Hazes va tenir sentiments contraposats sobre el documental, però la majoria dels espectadors van veure-hi un home que havia estat fidel al seu origen humil i que les seves cançons emocionals havien siguit genuïnament escoltades. Gràcies a aquest treball, va guanyar cert estatus de culte fora de la seva base de fans lleials, amb l'acceptació incòmoda de l'establishment cultural.

### Dècada del 2000
El maig de 2002 Hazes va entrar breument en la política local i va ser elegit representant a l'ajuntament de la ciutat de De Ronde Venen pel partit polític local Ronde Venen Belang. Ràpidament va esdevenir el focus de crítiques que l'acusaven de no haver aparegut en cap reunió al cap d'un mes. Després de ser criticat i ridiculitzat en la premsa nacional, Hazes es va comprometre a assistir a una reunió de l'ajuntament el juny de 2002, però poc abans que va començar a patir una crisi nerviosa i no va poder participar-hi. Quatre dies després, va anunciar la seva renúncia i li va oferir el seu seient a la festa.
André Hazes va morir el 23 de setembre de 2004 arran d'una aturada cardiorespiratòria. A partir de llavors, el seu reconeixement va ser major i més popular que el que havia rebut en vida. Quatre dies després de la seva mort, 48.000 persones van assistir a una cerimònia commemorativa en honor seu a l'estadi Amsterdam Arena, que va ser seguit per més de 6 milions d'espectadors en directe a través de la televisió. Hazes va ser incinerat l'endemà.
El 29 de setembre de 2004 es va tornar a llançar la cançó «Zij Gelooft In Mij» i va arribar a ser la més escoltada dels Països Baixos. El 2007 «Blijf Bij Mij», cantada per Gerard Joling provinent de la cançó «Forse» del cantant italià Pupo, va aconseguir tornar a ser el número u.
Al novembre de 2012, es va estrenar el musical Hij Gelooft In Mij al Teatre DeLaMar a Amsterdam. Es tracta sobre la vida d'André Hazes, des dels millors moments fins als pitjors.

## En la cultura popular
El 2013 l'escriptor i periodista Joan Carreras va incloure'l a la novel·la Cafè Barcelona, fet que va fer augmentar la seva popularitat a Catalunya.